# Miss March
Miss March ist eine US-amerikanische Filmkomödie aus dem Jahr 2009 von und mit Trevor Moore und Zach Cregger. Hugh Hefner tritt in einer Nebenrolle auf. Der Film wurde in den USA am 13. März 2009, in Deutschland am 18. Juni 2009 veröffentlicht.

## Handlung
Der Film dreht sich um einen Road Trip zur Playboy Mansion. Eugene Bell stürzt, kurz bevor es zum ersten Mal zum Sex mit seiner ebenfalls jungfräulichen Jugendliebe Cindi kommen soll, eine Treppe hinunter und fällt nachfolgend in ein Koma, aus dem erst vier Jahre später erwacht. Cindi ist zwischenzeitlich ein Playmate geworden. Eugene und sein bester Freund Tucker Cleigh versuchen, sich in die Playboyvilla einzuschleichen. Während ein berühmter Rapper ihnen dabei helfen soll, dass Eugene Cindi wieder zurückgewinnt, werden sie von verschiedenen Feuerwehrleuten verfolgt, da Tucker mit seiner Freundin in einem heftigen Streit auseinandergegangen ist und der Bruder seiner Freundin, ein Feuerwehrmann, landesweit die Feuerwehren zur Jagd auf Tucker und Eugene aufgerufen hat.

## Kritik
„Strapaziöse Teenager-Komödie, geprägt von einer platten Handlung, talentlos aufspielenden Darstellern, einer schwachen Regie und einer öden Dramaturgie, bei der sich der Humor in müden Sex- und Fäkalwitzen erschöpft.“